# Johan van Lom
Johan „Han“ van Lom († 6. März 1945) war ein niederländischer Anwalt, der während des Zweiten Weltkriegs mit der Niederländischen Widerstandsbewegung zusammenarbeitete und gegen Ende des Kriegs mit den Nationalsozialisten kollaborierte. Dies führte zur Verhaftung anderer Mitglieder der Niederländischen Widerstandsbewegung. Im Gegenzug ließen die deutschen Besatzer einen Familienfreund von Johan van Lom frei. Sein Verrat führte zur Verhaftung und späteren Hinrichtung von Walraven van Hall, Bankier und Führer der Niederländischen Widerstandsbewegung. Van Lom selbst wurde später von Mitgliedern der Widerstandsbewegung hingerichtet.
Van Lom war erfahren als Anwalt, aber er konnte aufgrund der deutschen Besetzung sein Studium nicht mehr abschließen. Er fand Arbeit beim Anwalt Jan de Port, dessen Firma in Den Haag und Amsterdam jüdische Familien und Mitglieder des Niederländischen Widerstands schützte. In diesem Umfeld lernte er eine Reihe hochrangiger Mitglieder des Widerstands, unter anderem Wim van Norden oder den Verleger der illegalen Zeitung Het Parool, kennen. De Pont schaffte es, eine beträchtliche Zahl von Parool-Leuten nach dem zweiten Prozess gegen die Zeitung vor dem deutschen Obergericht in Utrecht 1944 zu befreien. Nach dem Prozess fragte van Norden de Pont, ob er ihm dabei helfen würde, einen Pensionsfonds für Widerstandskämpfer einzurichten. De Pont verneinte, weil er unter keinen Umständen mit Illegalität in Verbindung gebracht werden wollte. De Pont verwies den Verleger dagegen an van Lom, einen idealistischen und frisch verheirateten jungen Mann.
Wieso van Lom schließlich zum Kollaborateur wurde, ist Gegenstand von Diskussionen unter Journalisten und Familienmitgliedern. Eine Theorie, die Loe de Jong in seinem Buch Het Koninkrijk der Nederlanden in de Tweede Wereldoorlog beschrieb, basiert auf dem Geständnis von van Lom während seines Verhörs durch den Niederländischen Widerstand, dass er mit der Freundin seiner Frau und deren Schwester eine Affäre hatte. Gemäß dieser Theorie gab van Lom Informationen weiter, die die Festnahme einiger Mitglieder der Widerstandsbewegung zur Folge hatte; im Gegenzug sollte die junge Frau freigelassen werden. Van Lom hatte mit Friedrich Viebahn vom Sicherheitsdienst ausgehandelt, dass keine der verhafteten Personen exekutiert werden solle; Viebahn hielt sein Versprechen, außer im Fall von van Hall.
Van Lom flüchtete nach seiner Festnahme im Januar 1945 und kehrte im März zurück. Nach dem Treffen mit einem Mitglied des Widerstands wurde er entführt, verhört und schließlich zum Tod durch Gift verurteilt. Entweder hatte er sich geweigert, das Gift zu trinken, oder es hatte nicht den gewünschten Effekt; auf jeden Fall wurde van Lom schließlich mit einem Schuss in den Nacken getötet und in die Keizersgracht geworfen. Er wurde 26 Jahre alt.